# Сивуч (канонерская лодка)
«Сиву́ч» — мореходная парусно-винтовая канонерская лодка (канлодка, канонерка) Российского императорского флота, вторая в серии, первая — «Бобр».
«Сивуч» принял самое активное участие в изучении северной части Тихого океана и сопредельных морей. Кроме того, лодка периодически служила стационером в портах Китая и Кореи. Иногда лодка привлекалась для защиты лежбищ котиков, в основном от американских браконьеров. Участвовала в подавлении ихэтуаньского восстания.

## Проект
11 апреля 1880 года Кораблестроительное отделение МТК получило от Канцелярии Морского министерства  приказ С. С. Лесовского о начале работ над проектом канонерских лодок для Сибирской флотилии. Предлагалось купить и использовать чертежи канонерок английской постройки. Но так как по разным причинам они не были куплены, то 13 июня 1880 года генерал-адмирал великий князь Константин Николаевич отдал приказ о начале разработки собственного проекта. И уже 3 ноября 1880 года в адрес Артиллерийского отделения были направлены первые чертежи верхней палубы и продольного разреза для нанесения на них должных орудий, крюйт-камер и бомбовых погребов. 11 ноября Артиллерийское отделение вернуло чертежи со всеми положенными отметками. А 17 ноября главный инженер-механик флота генерал-майор А. И. Соколов представил чертеж расположения паровой машины в 380 сил, котлов с водою для неё и местами хранения запасных частей; также был проведён расчёт центра тяжести и массы. После изучения чертежей, 18 декабря вышло уведомление об увеличении мощности до 500 л. с.
Таким образом, 7 января 1881 года великому князю Константину Николаевичу были представлены чертежи двух канонерских лодок. Рассмотрев их, он приказал: «По двум представленным проектам канонерских лодок с 11-дм орудием для Сибирской флотилии — начать постройку обоих судов по этим проектам». Но эти планы реализованы не были, так как работы над проектом проходили в сложное для Морского ведомства время — отстранение с должности председателя Кораблестроительного отделения МТК вице-адмирала А. А.Попова, постоянная смена управляющих самого Морского ведомства (С. С. Лесовский, А. А. Пещуров, И. А. Шестаков), смена главного начальника флота (великий князь Алексей Александрович 14 июля 1881 года сменил на этом посту великого князя Константина Николаевича). А также развитие науки и внедрение новых производственных технологий привели к постоянному изменению и удорожанию проекта — на стадии проектирования постоянно вносились различные изменения и дополнения, и следовательно увеличивались сроки.
После подробного изучения перспективных проектов канонерских лодок зарубежной постройки, были выработаны новые требования к размерениям, вооружению и мореходным качествам, тем самым отечественный проект вобрал в себя все лучшие характеристики кораблей данного класса. 11 января 1883 года вступивший в должность И. А. Шестаков озвучил новую резолюцию: «Составить чертежи лодок со скоростью 9 узлов, одним 9-дюймовым орудием и 4 или 6-ю малыми, углубление 8 или 8,5 фут». Позже он добавил, что для Восточного океана нужны корабли большего водоизмещения и большей мощности. Чертёж паровой машины со всеми расчётами решено было заказать в Финляндии на заводе «Крейтон и Ко»
После очередной переработки проекта, 2 апреля 1883 года в МТК был представлен обновлённый проект канонерской лодки: длина по грузовой ватерлинии — 187 футов 6 дюймов; ширина без обшивки — 35 футов; водоизмещение — 948 тонн; углубление на ровный киль — 9 футов 6 дюймов; глубина интрюма 14 футов; паровая машина — 1 000 сил, движителями являлись два винта с лопастями Бевина и паруса площадью 3 489,85 кв. фута. На что там дали резолюцию: «…по рассмотрении в Соединенном собрании Кораблестроительного и Артиллерийского отделений и Главного инженер-механика флота чертежей канонерской лодки для Восточного океана, Соединенное собрание нашло их соответствующими заданной программе, и потому чертежи эти и спецификацию лодки одобрило…». На это И. А. Шестаков лично наложил следующую резолюцию: «Согласен, но винтов Бевина иметь ни к чему, так как лодка под одними парусами ходить не может».
Этими резолюциями, проектирование было завершено и был дан старт строительству.

### Развитие проекта
На базе проекта канонерок «Бобр» и «Сивуч» был разработан новый проект канонерских лодок типа «Кореец».

## Строительство
5 сентября 1883 года в Стокгольме был заключен договор на строительство канонерской лодки, общей стоимостью 715 000 шведских крон, из них — 480 000 стоимость корпуса, 235 000 — машины с котлами. Представители шведской компании обещали сдать лодку к 1 августа 1884 года. Наблюдателем за постройкой был назначен подпоручик В. К. Берг. Приказом от 2 декабря 1883 года лодка была наименована «Сивуч».
Закладка киля прошла на верфях механического завода «Бергзунд» (нем. Bergsund-Werft) в Стокгольме 15 апреля 1884 года. В ходе строительства по инициативе завода-изготовителя лодка не избежала небольших изменений относительно первоначального проекта, но от некоторых изменений приходилось отказываться, несмотря на то, что они могли улучшить характеристики, по причине увеличения сроков строительства. Так как улучшения разработанные на заводе необходимо было сначала отправить в МТК, согласовать, а затем отправить их обратно на завод, на что уходило много времени.
Спуск на воду состоялся 21 июля 1884 года. После достройки, 4 октября «Сивуч» вышел на ходовые испытания, на которых показал скорость в 12,53 узла. 20 октября корабль прибыл в Кронштадт, где на него было установлено вооружение и рангоут. 28 октября 1884 года «Сивуч» принят в казну. С момента строительства командиром лодки назначен капитан 2-го ранга П. Ф. Юрьев.
Несмотря на все усилия, завод не смог уложиться в установленный контрактом срок, и вес лодки был превышен (полное водоизмещение «Сивуча» дошло до 1 134 тонны).

## Конструкция
По конструкции, лодка представляла собой плоскодонный корабль с оснасткой брига с убирающимся бушпритом с площадью главных парусов в 7 846 кв. футов, позже эта оснастка заменена на три лёгкие мачты. Были установлены два руля — носовой и кормовой.
Для уменьшения бортовой качки были сделаны наружные боковые кили по 100 футов длиной из двух листов стали толщиною 3/16 дюйма, которые скреплялись между собою двумя рядами заклепок и укреплялись к наружной обшивке полосами угловой стали 2×2,5 дюйма. Вертикальный киль, шедший до поперечной переборки позади носового руля, изготовлялся из стальных листов шириной 18 дюймов и толщиной 9/32 дюйма. Ахтерштевень изготавливался из кованой железной полосы 7 на 2 дюйма и крепился к обшивке двумя рядами заклепок. Форштевень изготавливался из кованой железной полосы 7×3 дюйма и склёпывался с горизонтальным (плоским) килем, изготовленным из листов стали толщиною 15/32 дюйма.
На борту располагались четыре шлюпки: 28-и футовый 14-ти вёсельный баркас; 28-и футовый 10-ти вёсельный катер, 6-ти весельный вельбот; 6-ти весельный ял.
Экипаж канонерской лодки составляли 9 офицеров и 130 матросов, после модернизации и установки дополнительных орудий, экипаж был увеличен.

### Корпус
Стальная обшивка корпуса положенная край на край скреплялась заклёпками в один ряд, а стыки двойным рядом. Толщина обшивки разнилась: от 15/32 до 7/16 и 3/8 дюйма. Стальной фальшборт имел толщину 3/16 дюйма. Настилка верхней палубы краями склёпывалась с палубным стрингером и была толщиной 5/16 дюйма. Настилка из стальных листов гласиса 9-ти дюймового орудия была толщиною в 3/8 дюйма. Толщина нижней палубы была в 1/4 дюйма, а над машинами с котлами, кормовой и носовой крюйт-камерами была усилена дополнительными стальными листами той же толщины (общая толщина 1/2 дюйма или 12,7 мм). Продольные переборки машинного и кочегарного отделений были толщиной в 3/16 дюйма. Надводная часть корпуса снаружи шпаклевалась, а корпус окрашивался масляной краской с примесью сурика в два слоя, внутри — в три слоя.
Продольный набор корпуса состоял из 2 днищевых стальных стрингеров толщиной 1/4 дюйма (крепились к наружной обшивке только с одной стороны непрерывными полосами угловой стали), 2 стальных стрингеров нижней палубы толщиною 11/16 дюйма (крепились к наружной обшивке только с одной стороны непрерывными полосами угловой стали 2×2×1/2 дюйма, положенными между шпангоутами) и 2 стальных стрингеров верхней палубы шириною 26 дюймов и толщиною 15/32 дюйма (крепились к ширстреку полосами угловой стали 3×2,5 дюйма).
Поперечный набор корпуса состоял из шпангоутов, сделанных из угловой стали 3,5×3, и толщиною 3/6 дюйма со шпацией в 2 фута, в районе машинного отделения и носового орудия 1 фут 6 дюймов. Обратные шпангоуты делались из угловой стали 3×2,5 с толщиною 11/32 дюйма. Корпус был разделён поперечными переборками толщиной 3/16 дюйма на 8 водонепроницаемых отделений, что повышало живучесть, также водонепроницаемыми были все двери и горловины для подачи угля в продольных переборках.
Корпус был отделан сосной: на верхнюю палубу укладывались доски в 3,5 дюйма; на проходе якорных цепей и под носовым орудием доски были в 4 дюйма; на нижней палубе в 2,5 дюйма; разборные щиты покрывали борта между палубами и трюм; каютные переборки также делались из сосны. Из красного дерева делались: трапы в капитанской каюте, кают-компании и на мостике; мебель в капитанской и офицерских каютах. Из тика — рубки над входными люками и световые люки. Из ясеня — трапы в отделении для команды.

### Силовая установка
Силовая установка состояла из двух горизонтальных паровых машин двойного расширения с шестью паровыми котлами, которая работала на два гребных вала. Развивала мощность в 1 000 лошадиных сил (в источниках указывается  1 140 л.с.), и обеспечивала ход более 10 узлов. Пар от котлов также использовался для отопления помещений. Чтобы не мешать парусам, дымоходы были выведены в одну трубу телескопического вида.
Угольные ямы, вместимостью 162 тонны, располагались с бортов вдоль машинного и кочегарного отделений.
Ручные помпы Даунтона, эжекторы и донки установленные в машинном и кочегарном отделениях обеспечивали откачку воды из трюма, мытьё палубы и тушение пожара.

### Вооружение
Вооружение устанавливалось в Кронштадте:
- Одно носовое 9-дюймовое (229-мм) орудие в закрытом небронированном помещении с уголом обстрела по 36° на борт от диаметральной плоскости;
- Одно кормовое 6-дюймовое (152-мм) орудие;
- Шесть 9-фунтовых (107-мм) пушек Круппа по 3 на борт.

Боезапас для 6- и 9-дюймовых орудий составлял 125 снарядов, для 9-фунтовых — 150. Позже были добавлены несколько 37-47 мм скорострельных орудий. Предусмотрительно крюйт-камеры были снабжены системой вентиляции, и возможностью затопления.

## Служба
21 июля 1885 года МКЛ «Сивуч» под командованием капитана 2-го ранга П. Ф. Юрьева начала переход из Кронштадта на Дальний Восток. Во время перехода, осенью 1885 года, «Забияку», «Пластун» и «Сивуч» зачислили в отряд Средиземного моря под командованием контр-адмирала Н. И. Казнакова. От Бреста некоторую часть пути лодку сопровождал клипер «Забияка». Подойдя к Греции, корабли участвовали в блокаде побережья. В Александрии лодка прошла докование и продолжила переход. Во Владивосток лодка прибыла 20 июня 1886 года, а уже через три месяца отправилась в Тяньцзинь.
С момента прибытия МКЛ «Сивуч» являлась флагманом Сибирской флотилии вплоть до 1894 года.
С 20 по 25 июля 1886 года «Сивуч» в бухте Золотой Рог в составе отряда кораблей Российской империи встречал с дружественным визитом отряд бэйянских кораблей под начальством командующего флотом адмирала Дин Жучана («Динъюань», «Чин-Иен», «Цзиюань», «Чаоюн», «Янвэй», «Вэйюань»). Осенью 1886 года командиром назначен капитан 2-го ранга О. В. Старк.
В марте 1887 года лодка провела гидрографические работы и произвела съёмку берегов Кореи южнее пограничной реки Туманган (ныне Туманная). Также был обследован остров (Красный, Чокто), который назвали по фамилии члена экспедиции лейтенанта А. П. Муравьёва. Далее, 7 июля «Сивуч» прибыл в Сеул в качестве стационера, с промежуточным заходом в Чемульпо. 11 июля МКЛ «Сивуч» был официально перечислен из Балтийского флота в Сибирский флотский экипаж.
В 1888—1889 годах канонерка являлась флагманским кораблем Сибирской флотилии и часто выходила под флагом контр-адмирала П. И. Ермолаева. В 1888 году «Сивуч» в составе ОСВО проводил гидрографические работы в заливе Петра Великого и на северо-западном побережье Японского моря. С октября «Сивучу» пришлось выполнять регулярные рейсы, вместо выбывшего из кампании парохода «Амур»: в пятницу — из Владивостока на Славянку, в субботу — из Славянки к устью реки Монгугай (ныне река Барабашевка), затем на Владивосток, а в воскресенье — из Владивостока на устье реки Монгугай и Славянку.
8 мая 1889 года командиром назначен капитан 1-го ранга А. П. Кашерининов. Летом 1889 года лодка проводила исследования в районе северо-западного побережья Японского моря и в Татарском проливе с начальником Южно-Уссурийской горной экспедиции.
С 30 марта по 6 мая 1890 года лодка участвовала в походе эскадры Тихого океана под командованием вице-адмирала П. Н. Назимова. Далее экспедиция в Берингово море до мыса Восточного (ныне Дежнёва) с заходами в Анадырский залив, залив Корфа и бухту Преображения. 8 октября 1890 года назначен новый командир — капитан 2-го ранга А. П. Плаксин.
В начале июля 1891 года совершила плавание в Бангкок (Сиам). Командир лодки, капитан 2-го ранга А. П. Плаксин от имени русского правительства вручил королю Чулалонгкорну орден Андрея Первозванного и личное письмо императора Российского Александра III, за что был награждён от правительства Сиам орденом Белого Слона II степени. Также орденами Белого слона были награждены лейтенант И. В. Сухотин — III степени и лейтенант Пац-Помарнацкий — IV степени. Мичман Травинский, мичман С. М. Михайлов-Расловлев, судовой врач Семёнов, старший инженер-механик Саменский получили Орден Сиамской Короны V степени.
С 1891 на 1892 год лодка под командованием капитана 2-го ранга Н. А. Астромова под флагом командующего Тихоокеанской эскадрой контр-адмирала П. П. Тыртова ходила к берегам Цинской империи и Японии. А в мае 1892 года с геологами проводила разведку угля в районе реки Сучан (ныне Партизанская). 27 сентября Астромов временно принял под командование крейсер 2-го ранга «Забияка», а на его место поставлен старший офицер лодки капитан 2-го ранга Сухотин. 3 ноября Астромов передал крейсер капитану 2-го ранга А. М. Доможирову, который был назначен ещё 22 сентября, и вернулся на свой корабль.
По настоянию графа Н. Н. Муравьёва-Амурского и командующего Тихоокеанской эскадрой Ф. В. Дубасова и по приказанию Николая II для безопасности Порт-Артура, так как его могли изолировать, был основан для русской эскадры ещё один незамерзающий пункт базирования в заливе Талиенван. 8 и 9 декабря 1897 года крейсер «Дмитрий Донской» и канлодки «Сивуч» и «Гремящий» вошли и бросили якорь в заливе, порт назвали Дальний (ныне входит в современный Далянь). 14 сентября 1899 года император пожаловал: …За труды по занятию портов Квантунского полуострова Артур и Талиенван ордена офицерам штаба начальника Тихоокеанской эскадры, кораблей «Сисой Великий», «Наварин», «Россия», «Рюрик», «Память Азова», «Адмирал Корнилов», «Дмитрий Донской», «Владимир Мономах», «Забияка», «Всадник», «Гремящий», «Отважный», «Кореец», «Манджур», «Сивуч» и пароходов Добровольного флота «Ярославль», «Саратов», «Екатеринославль», «Владимир», «Петербург» и «Воронеж»…
24 мая 1900 года в Дагу прибыл крейсер «Россия» в сопровождении «Сивуча» под флагом старшего флагмана и начальника эскадры Тихого океана вице-адмирала Я. А. Гильтебрандта.

### Ихэтуаньское восстание
В ночь со 2 на 3-е июня 1900 года по приказу Я. А. Гильтебрандта лодка под командованием капитана 2-го ранга Сухотина совместно с броненосцем «Петропавловск», крейсером «Дмитрий Донской» и канонерками «Манджур» и «Гремящий» под флагом младшего флагмана контр-адмирала М. Г. Веселаго была отправлена в Порт-Артур для переброски войск оттуда в Таку для атаки на форты Таку. Когда корабли прибыли, то битва уже закончилась и форты уже были взяты.
5 июня совместно с эскадренными броненосцами «Петропавловск» и «Наварин», крейсером «Дмитрий Донской», канонерками «Манджур» и «Гремящий» и одним пароходом переброшены полубатарея с частью обоза 9-го стрелкового полка и взвод казаков для усиления осажденного в Тяньцзине отряда полковника Анисимова Константина Андреевича.
С 21 по 27 июля «Сивуч», «Манджур» и «Всадник» доставили в Таку русские экспедиционные войска.
13 сентября лодки «Сивуч» и «Бобр» с двумя германскими канонерками по распоряжению русского коменданта обстреляли вооруженную 15-ю орудиями китайскую импань находившуюся в 1½ верстах от Тонку. После чего германский десант взял импань, уничтожил орудия, захватил склады пироксилина и динамита.
После подписания «Заключительного протокола» вице-адмирал Алексеев Евгений Иванович провёл смотр боевых кораблей и предписал перевооружить канонерские лодки «Бобр» и «Сивуч» более современной артиллерией.
11 февраля 1902 года командиром канонерки назначен капитан 2-го ранга А. А. Гинтер.

### Русско-японская война
1904 год МКЛ «Сивуч» встретила в Инкоу, когда стояла в земляном доке на ремонте. С 1 января 1904 года на канонерку был назначен новый командир — капитан 2-го ранга А. Н. Стратанович, который принял её 14 января. По завершении ремонта, лодка осталась в китайском порту стационером.
- командир — капитан 2 ранга А. Н. Стратонович;
- старший офицер — лейтенант Н. П. Петров;
- артиллерийский офицер — лейтенант А. П. Перковский;
- ротный командир[15] — мичман Н. Н. Коркунов;
- вахтенный начальник — мичман П. А. Новопашенный;
- вахтенный начальник — мичман В. Г. Кизеветтер;
- вахтенный начальник — мичман Е. Е. Стогов;
- вахтенный начальник — мичман А. А. Колчак;
- судовой механик — младший инженер-механик Г. Мезанов;
- судовой механик — младший инженер-механик П. М. Сергеев;
- судовой врач — П. П. Русанов.

После начала русско-японской войны, 7 марта 1904 года лодка назначена в распоряжение начальника Инкоуского отряда обороны. 6 апреля командир назначен исполняющим должность начальника порта Инкоу, с оставлением в должности командира канонерской лодки. В мае капитан 2-го ранга Н. Л. Симон (ранее, старший офицер 1901-1902 гг) с 4-я катерами прикомандирован к МКЛ «Сивуч» для её охранения.
После того, как русские войска отошли вглубь Маньчжурии, а японцы заняли район Гайчжоу и начали наступление на Инкоу, обстановка вокруг порта начала накаляться. 15 июля командир возлагает обязанности старшего офицера на Н. Л. Симона, и в этот же день начинает подниматься в верх по реке Ляохэ. Пройдя около 125 вёрст до Санчахэ, лодка встала, так как дальнейшее продвижение было невозможным из-за перекатов и малых глубин. Во избежание захвата противником, 20 июля А. Н. Стратанович приказал экипажу сгрузить ценные вещи и взорвать лодку. Подрыв осуществил Н. Л. Симон.
По другим данным — «Сивуч» снялся с якоря и начал продвигаться в верховья реки Ляохэ 1 июля, бросил якорь у деревни Санчихэ 4 июля. Лодка была взорвана по приказанию командующего армией 20 июля.
- 5 июля 1904 года Новопашенный Пётр Алексеевич награждён Орденом Святой Анны 4-й степени «за проявленную храбрость».
- 28 июля 1904 года Перковский Александр Петрович награждён Орденом Святой Анны 3-й степени с мечами и бантом «за труды и командование при обеспечении порта Инкоу и за проводку канонерской лодки „Сивуч“».
- 8 августа 1904 года Стратанович А. Н. был награждён мечами к ордену Святой Анны 2-й степени «за труды и распорядительность по охране порта Инкоу и проводке канонерской лодки по реке Ляо».

## Командиры
- ??.??.1884—??.??.1886 капитан 2-го ранга Юрьев, Пётр Фёдорович
- ??.??.1886—08.05.1889 командующий капитан 2-го ранга Старк, Оскар Викторович
- 08.05.1889—08.10.1890 капитан 2-го ранга (с 30.08.1890 капитан 1-го ранга) Кашерининов, Александр Парменович
- 08.10.1890—??.??.1891 капитан 2-го ранга Плаксин, Арсений Петрович
- ??.??.1891—27.09.1892 капитан 2-го ранга Астромов, Николай Александрович
- 27.09.1892—03.11.1892 капитан-лейтенант Сухотин, Иван Владимирович (врио)
- 03.11.1892—01.01.1894 капитан 2-го ранга Астромов, Николай Александрович
- 01.01.1894—??.??.1895 капитан 2-го ранга (с 06.12.1894 капитан 1-го ранга) Спицкий, Александр Макарович
- ??.??.1895—18.09.1895 капитан 2-го ранга Греве, Николай Романович
- 18.09.1895—06.11.1895 капитан 2-го ранга Беклемишев, Николай Александрович
- 06.11.1895—??.??.189? капитан 2-го ранга Родионов, Владимир Александрович
- ??.??.18??—??.??.1??? капитан 2-го ранга Савицкий
- ??.??.1899—??.??.1899 капитан 2-го ранга Сухотин, Иван Владимирович
- ??.??.1901—11.02.1902 Трусов, Евгений Александрович
- 11.02.1902—01.01.1904 капитан 2-го ранга Гинтер, Анатолий Августович
- 01.01.1904—20.07.1904 капитан 2-го ранга Стратанович, Александр Николаевич

### Другие должности
- 1888—1889 мичман И. А. Виноградский[17]